# DCF (Rufzeichen)
DCF ist das Rufzeichen-Präfix einiger von der Media Broadcast GmbH im Langwellenbereich betriebener Sender. Dem Kürzel DCF folgt stets eine Ziffernfolge zur Unterscheidung der Sender. Die Sender wurden bis Ende 2007 von der Telekom-Tochter T-Systems betrieben und sind heute im Eigentum der Media Broadcast GmbH.

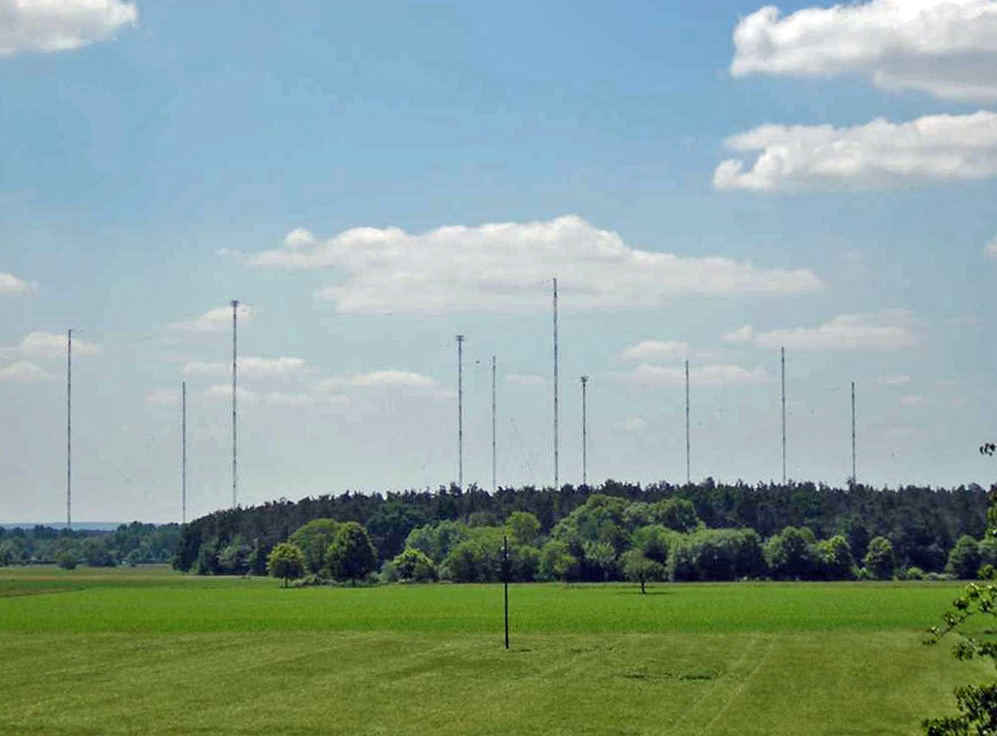
Die DCF-Sendeanlage in Mainflingen

## DCF-Sender
Derzeit sind fünf Sender mit dem Präfix DCF in Betrieb. Diese werden im Folgenden näher beschrieben.

### DCF39 und DCF49 (Funkrundsteuerung)
DCF39 und DCF49 sind von der Media Broadcast GmbH im Auftrag der Europäischen Funkrundsteuerung (EFR) betriebene Funkdienste zur Fernsteuerung von elektrischen Verbrauchern (z. B. Straßenlampen) sowie zur Tarif- und Laststeuerung bei Energieversorgungsunternehmen.
- DCF39: 139 kHz, Sender Burg, Sendeleistung: 100 kW, Standort: Burg
- DCF49: 129,1 kHz, Sendeleistung: 100 kW, Standort: Mainflingen

### DCF42 (DGPS)
DCF42 war das Rufzeichen des vom Standort Mainflingen im Langwellenbereich auf den Frequenzen 122,5 kHz (nur Träger) und 123,7 kHz von der Deutschen Telekom AG in Zusammenarbeit mit dem Bundesamt für Kartographie und Geodäsie betriebenen DGPS-Dienst ALF, der hochgenaue Positionsbestimmungen ermöglichte. Dieser Dienst wurde jedoch Ende 2005 eingestellt.

Früher wurde das Rufzeichen auch zur Übermittlung von Pressemeldungen benutzt.

### DCF60
DCF60 ist das Rufzeichen eines in Mainflingen betriebenen Langwellensenders der Media Broadcast GmbH auf der Frequenz 140,220 kHz.

### DCF77 (Zeitzeichen)
DCF77 ist das Rufzeichen eines in Mainflingen betriebenen Langwellensenders auf 77,5 kHz, der die meisten funkgesteuerten Uhren in Deutschland mit der genauen Zeit versorgt. Die Sendeleistung beträgt 50 kW. Das Zeitsignal wird von der Physikalisch-Technischen Bundesanstalt kontrolliert.
Zusätzlich werden Wetterprognosen für viele Teile Europas von der Firma HKW-Elektronik GmbH unter dem Markennamen „Meteotime“ übermittelt.